# Manannán mac Lir

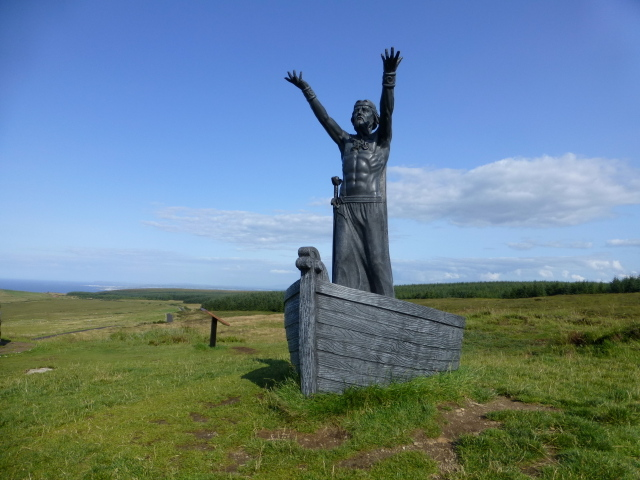
Escultura del mago Manannán mac Lir, Gortmore en Derry, --Irlanda del Norte.

Manannán mac Lir es un dios acuático en la mitología irlandesa. Es el hijo de Lir (en irlandés el nombre es "Lear" que quiere decir "mar"; "Lir" es el genitivo de la palabra). Es visto como un psicopompo y está estrechamente ligado con el Otro Mundo. Es comúnmente asociado con Tuatha Dé Danann, aunque la mayoría de los expertos consideran que Manannán pertenece a una raza más antigua de deidades. Tiene fuertes asociaciones con el Otro Mundo. Manannán aparece ampliamente en la literatura irlandesa, aparece también en leyendas escocesas y manesas. Es el equivalente de la deidad galesa Manawydan fab Llŷr.

## Folclore y mitos
Según el libro «Leabbar Ghabbalá» sería un guerrero de los Tuatha Dé Danann, descendiente de Elatha y posiblemente rey de los Fomorés:

«Manannán, hijo de Elloth, hijo de Elatha, hijo de Dealbaoth, hijo de Néd; Gaer y Oirbsiu son otros dos nombres de Manannán, y a él debe su nombre Loch Oirbsen; y cuando se cavó su tumba brotó el lago, por lo que recibió su nombre.»
Leabbar Ghabbalá, Cáp. IX, 113.

Manannán es presentado como rey de Emain Ablach (que significa "Isla de las Manzanas"), a menudo identificada como "Tierra Prometida", "Isla de las Mujeres" o  Avalón por su semejanza. A nivel geográfico se la suele identificar con la Isla de Man, pero es probable que la isla haya tomado el nombre luego basándose en la tradición. Además Mac Lir gobierna sobre los mares circundantes de Emain Ablach.
Manannán se casó con Fand, una mujer del pueblo de los Danann quién posteriormente sería identificada como "reina de las hadas". Ella lo engañaría con el héroe del ciclo de Ulster, Cu Chulainn. Otra mujer con la que se dice que estuvo casado fue con Aífe (o Aiofe) y luego de su muerte la piel de ella fue utilizada para crear el saco o bolsa mágica de Mac Lir.
En ocasiones se dice que Mac Lir estuvo casado o tuvo un romance con Áine, la diosa solar del amor. En otras ocasiones, Manannán se lo presenta como padre de Áine, Niamh y Clidna.

## Atributos
Mac Lir es un poderoso hechicero, posee una capa que cambia de color según en el paisaje en el que se encuentre, mimetizándose. Posee un casco que encandila a sus enemigos, una coraza invulnerable, una bolsa mágica hecha de piel de grulla que contiene muchos tesoros, también posee la espada Frecraid o Fragarach (que significa "la que responde") con un filo capaz de traspasar cualquier malla o armadura y posee un barco que surca el mar sin necesidad de tener remos ni velas .
Él tiene el grado de "Feth Fiada" o "Amo de la Niebla" que utiliza cuando quiere esconderse a sí mismo o a algo.